# 제4회 미국 작가 조합상
제4회 미국 작가 조합상은 1951년 뛰어난 활동을 보인 영화 작가를 기리기 위해 1952년 2월에 열린 시상식이다. Hollywood Palladium에서 개최되었다.

## 수상 및 후보

### 각본상
- 파리의 미국인 - 앨런 제이 레너 수상
- 젊은이의 양지 - 마이클 윌슨 수상
- 앨버트 해킷 수상
- 사무엘 풀러 수상

### 멜저 상
- 빛나는 승리 - Robert Buckner 수상